# 黑色肖峭
黑色肖峭（学名：Tetragnatha nigrita）为肖峭科肖蛸属的动物。其种加词“nigrita”意为“黑色的”。分布于古北区以及中国大陆的福建、湖南、湖北、江西、山东、四川等地，一般生活于草丛。